# Manase
: Vedeți și Manase (dezambiguizare) pentru alte sensuri ale cuvântului sau numelui Manase

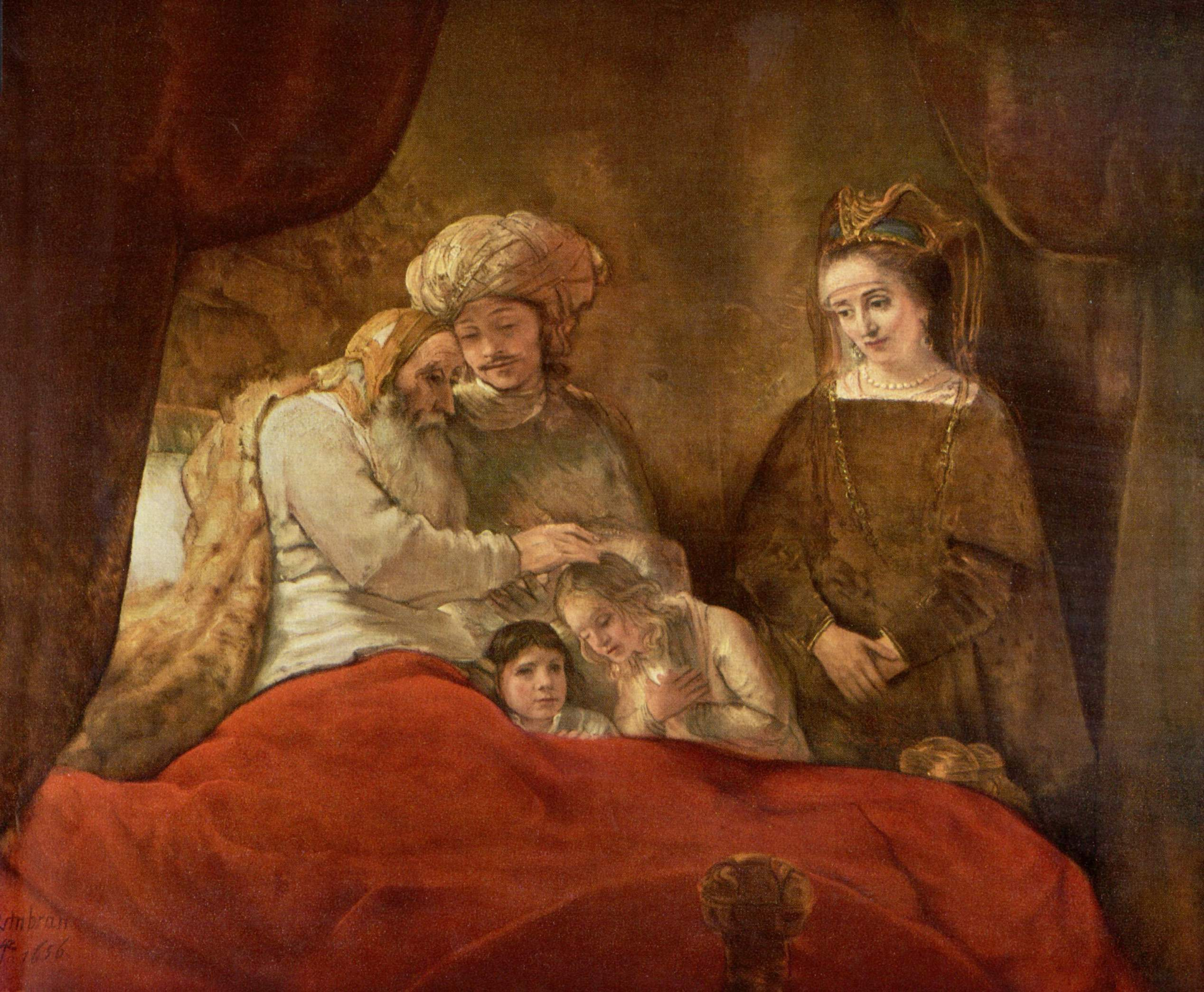
„Iacob binecuvântând fii lui Iosif” de Rembrandt, 1656. Geneza cap. 48 descrie cum Iacob binecuvântează pe Efraim și pe Manase.

Manasse sau Manase este un personaj biblic, unul din fiii lui Iosif, nepot al lui Iacob, care ar fi fondat, după unele interpretări, unul din cele douăsprezece triburi israelite biblice.